# Thomas Brands
Thomas Brands (* 9. April 1968 in Omaha/Nebraska) ist ein ehemaliger US-amerikanischer Ringer. 1996 wurde er in Atlanta Olympiasieger im Federgewicht (freier Stil).

## Werdegang
Tom Brands wuchs zusammen mit seinem Zwillingsbruder Terry Brands in Sheldon (Iowa) auf. Dort begannen beide im Jahre 1980 mit dem Ringen. Im Jugendbereich gewann Tom Brands in Iowa mehrere Meisterschaften im freien Stil, dem Stil, den er ausschließlich rang. Nach der Oberschule besuchte er die University of Iowa. Er fand dort in dem ehemaligen Olympiasieger von 1972 Dan Gable einen der besten US-amerikanischen Trainer, der ihn zu einem Freistilringer von Weltrang formte.
An der University of Iowa studierte Tom Brands Physik und schloss dieses Studium mit dem Titel Bachelor of Science in physical Education ab.
Als Student gewann er in den Jahren 1990 bis 1992 dreimal in Folge die NCAA Division I Collegiate Championships; das entspricht dem US-amerikanischen Studentenmeister. Diese Meistertitel haben in den USA einen sehr hohen Stellenwert, weil ein Großteil der US-amerikanischen Sportler von Rang an den Universitäten ausgebildet wird.
Daneben rang Tom Brands für den Foxcatcher Wrestling Club, einem der führenden US-amerikanischen Ringerclubs, der von dem Millionär John du Pont gesponsert wurde. Er wurde für diesen Club von 1993 bis 1996 viermal in Folge USA-Meister der AAU (Amateur-Athleten-Union). Die Zusammenarbeit mit diesem Club nahm allerdings im Jahre 1996 ein jähes Ende, als John du Pont Olympiasieger David Schultz, der bei den Foxcatchers als Trainer wirkte, erschoss.
Auf internationalem Sektor machte Tom Brands erstmals bei der Weltmeisterschaft des Jahres 1993 in Toronto auf sich aufmerksam. Als bis dahin international völlig unbekannter Ringer, gewann er in Toronto auf Anhieb den Weltmeister-Titel im Federgewicht. In einem auf Biegen und Brechen geführten Finalkampf bezwang er dabei den Kubaner Lázaro Reinoso knapp nach Punkten. Überhaupt zeichnete sich Tom Brands durch seinen kompromisslosen Kampfstil aus. Er schonte weder den Gegner und noch weniger sich selbst. Bei der gleichen Weltmeisterschaft gewann auch sein Zwillingsbruder Terry den WM-Titel im Bantamgewicht.
Trotzdem gelang es ihm nicht, bei den Weltmeisterschaften 1994 in Istanbul und 1995 in Atlanta sich wieder im Vorderfeld zu platzieren. Seine Gegner kannten ihn nunmehr und stellten sich auf ihn ein. In Istanbul belegte Tom den 11. Platz und in Atlanta den 9. Platz. 1995 konnte er aber mit dem Titelgewinn bei den Panamerikanischen Spielen in Mar del Plata einen weiteren großen Erfolg erzielen.
Bei den Olympischen Spielen 1996 in Atlanta galt Tom Brands aufgrund des Abschneidens bei den Weltmeisterschaften 1994 und 1995 nicht unbedingt als Favorit. Er fand in Atlanta aber wieder zu seinem kompromisslosen Stil zurück und besiegte nacheinander Abbas Haj Kenari aus dem Iran mit 3:0 Punkten, Sergei Smal aus Belarus mit 5:0 Punkten, nach einem Freilos in der 3. Runde Magomed Azizow aus Russland mit 4:1 Punkten und im Finale den Südkoreaner Jang Jae-Sung überlegen mit 7:0 Punkten. Er musste also während des gesamten Turnieres nur einen einzigen technischen Punkt abgeben. Sein Olympiasieg war deshalb mehr als verdient.
Nach diesen Spielen beendete Tom Brands seine internationale Ringerlaufbahn. Er wurde Assistenz-Trainer beim Hawkeye Wrestling Club und Cheftrainer an der University of Iowa. Im Jahre 2004 war er auch Cheftrainer des US-amerikanischen Olympiateams der Freistilringer.

## Internationale Erfolge
(OS = Olympische Spiele, WM = Weltmeisterschaft, F = freier Stil, F = Federgewicht, damals bis 62 kg Körpergewicht)
- 1993, 1. Platz, "Iwan-Yarigin"-Turnier in Krasnojarsk, F, Fe;
- 1993, 1. Platz, WM in Toronto, F, Fe, vor Lázaro Reinoso, Kuba, Ataollin Ramil, Usbekistan, Ismail Faikoğlu, Türkei, Martin Calder, Kanada u. Tao Yu, China;
- 1994, 1. Platz, World Cup, F, Fe, vor Ismail Faikoğlu,  Martin Calder, Reza Safaee, Iran, Takahiro Wada, Japan u. Islam Matiew, Russland;
- 1994, 11. Platz, WM in Istanbul, F, Fe, Sieger: Magomed Azizow, Russland vor Sergei Smal, Belarus, Giovanni Schillaci, Italien u. Jürgen Scheibe, BRD;
- 1995, 1. Platz, Pan American Games in Mar del Plata, F, Fe, vor Anibal Nieves, Puerto Rico, Carlos Julian Ortiz Castillo, Kuba u. Martin Calder, Kanada;
- 1995, 1. Platz, World Cup in Chattanooga/USA, F, Fe, vor Magomed Azizow, Abbas Hadschi Kenari, Iran, Ismail Faikoğlu u. Martin Calder;
- 1995, 9. Platz, WM in Atlanta, F, Fe, Sieger: Elbrus Tedejew, Ukraine vor Takahiro Wada u. Magomed Azizow;
- 1996, Goldmedaille, OS in Atlanta, F, Fe, vor Jang Jae-Sung, Südkorea, Elbrus Tedejew, Takahiro Wada, Magomed Azizow u. Giovanni Schillaci